# Flunkyball

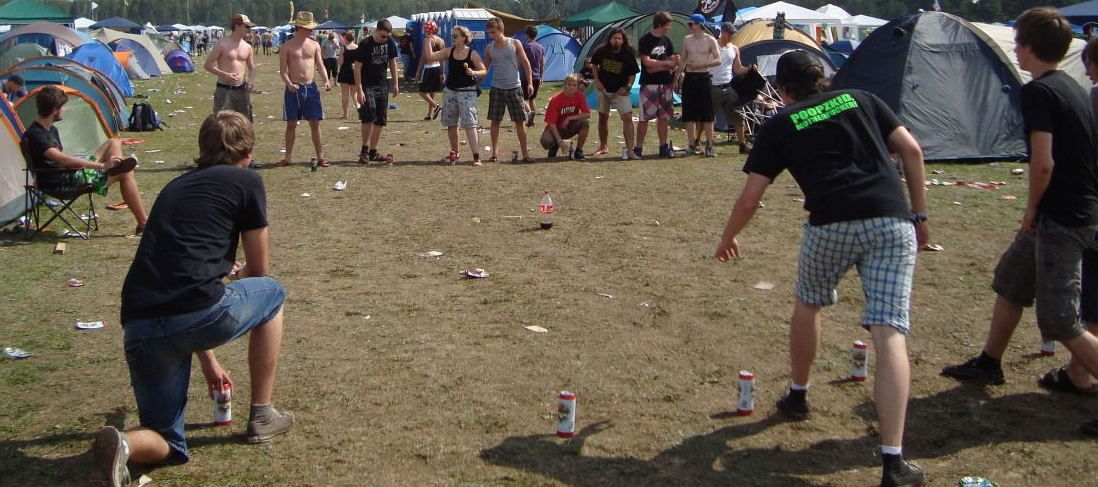
Flunkyball-match på en festival

Flunkyball ([ˈflʌŋkiˌbɔːl] eller [ˈflʊŋkiˌbal]), även känt som bierball, är ett dryckesspel där två lag tävlar mot varandra.

## Spelets regler

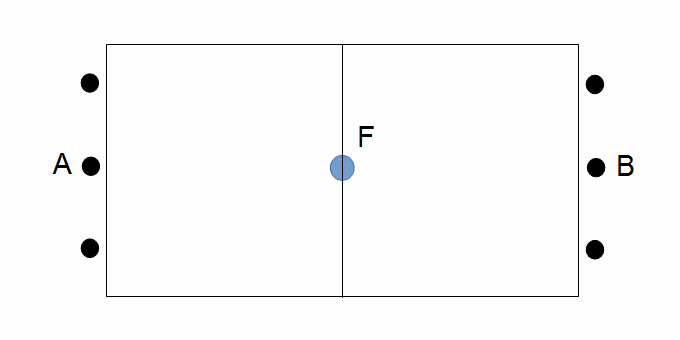
Flunkyballplanens layout: Lag A och B positionerar sig bakom baslinjerna, med mål F i mitten.

De två lagen ställer upp mittemot varandra, på ett avstånd av cirka 10 meter. Antalet spelare per lag är inte fast, men vanligtvis består varje lag av 3 till 8 personer. Varje spelare har en öppnad ölflaska eller -burk framför sig, stående på marken.
I mitten av spelplanen, mellan lagen, placeras ett mål – oftast en plastflaska fylld till en fjärdedel eller hälften med vätska. Spelarna ska kasta en boll och försöka välta denna flaska. Det lag som kastar får ett försök att träffa målet. Om de lyckas välta det, får laget börja dricka så mycket och så snabbt som möjligt.
Motståndarlaget måste då resa upp flaskan igen och hämta bollen bakom sin egen linje. När spelplanen är återställd, ropar de högt "Stop!", och laget som dricker måste genast sluta. När båda lagen är redo igen får det andra laget kasta. Det lag som först har druckit upp all sin öl vinner matchen.

## Straff och regelbrott
Straff kan utdelas om en spelare börjar dricka för tidigt, fortsätter efter att "Stop!" har ropats, eller kräks. Spill av öl (t.ex. vid överdriven skumning eller om flaskan välter) är också föremål för straff. Möjliga straff kan inkludera en "strafföl", förlorad kasttur, eller en klunk till motståndarlaget. Vad som räknas som regelbrott och hur det bestraffas varierar beroende på plats.

## Varianter
Reglerna för flunkyball varierar beroende på plats och bestäms ofta i början av rundan – eller till och med under spelets gång. Avståndet mellan kastare och mål kan skilja sig. I vissa varianter räcker det att bara resa upp målet för att ropa "Stop!", utan att behöva hämta bollen bakom linjen.
Istället för en boll kan man använda en plastflaska eller till och med en lök som kastföremål. Istället för öl kan spelet även spelas med alkoholfria drycker som läsk eller vatten. Mängden som ska drickas varierar också, men det vanligaste är flaskor mellan 0,5 och 1,5 liter.

## Popularitet
Flunkyball spelas vanligtvis på sommaren och i gröna områden som parker och trädgårdar. Det är också vanligt vid musikfestivaler. Spelet är särskilt populärt i studentkulturen och bland tyska universitetsstudenter. Till exempel anordnar Karlsruhes Tekniska Institut en årlig flunkyball-turnering.
Den största flunkyball-tävlingen i Tyskland hålls varje maj i Elmshorn. Intressant nog är termen flunkyball vanlig i tysktalande länder men okänd i den engelsktalande världen.
Det nuvarande världsrekordet för den största rundan flunkyball spelades den 31 maj 2024 i Leipzig, där 1 323 personer deltog i en enda runda. I denna stad är spelet känt som bierball.

## Ursprung och historia
De första matcherna i flunkyball spelades i början av 2000-talet och målet var att välta ölburkar i mitten. I de tidiga varianterna användes en puck (en krossad ölburk i form av en hockeypuck), en boll eller en pinne. När enhetlig pant på ölburkar infördes i Tyskland den 1 maj 2006, blev puckvarianten allt mindre vanlig.
Det första världsmästerskapet hölls 2005 i Darmstadt, där ett lag från Dillenburg tog hem segern.

## I kulturen
En match flunkyball visas i en musikvideo av det tyska bandet Kraftklub från Chemnitz.
Flunkyball är också titeln på en fiktiv film av Alexander Adolph från år 2023. Spelet förekommer där i endast en symbolisk scen.